# Процентный барьер
Проце́нтный барье́р, или электора́льный барье́р — доля голосов на пропорциональных выборах, получив которую, список участвует в распределении мест. Чаще всего — около 5 %. Сокращает пропорциональность представительства. Обоснование — недопущение фрагментации парламента и обеспечение стабильного большинства.
ПАСЕ рекомендует устанавливать процентный барьер для парламентских выборов на уровне не выше 3 %. В Российской Федерации на 2021 год барьер на выборах в Государственную думу — 5 %. 

## Процентный барьер в некоторых странах мира
Турция — 7 %; Казахстан — 5 %; Россия — 5 %; Украина — 5 %; Израиль — 3,25 %; Латвия — 5 %; Новая Зеландия — 3 %; Швеция — 3 %; Дания — 2 %; Нидерланды — 0,67 %.

## Оценка процентных барьеров конституционными судами и Советом Европы
В 1987 и 1988 г. Европейская комиссия по правам человека отклонила две жалобы на закон Франции о выборах депутатов Европарламента, вводивший пятипроцентный барьер как для доступа к распределению мест, так и для возврата избирательного залога, что, по мнению заявителей, нарушало статью 3 первого протокола ЕКПЧ (ранее аналогичные жалобы отклонил также Государственный совет Франции).
В 1993 г. Конституционный суд Италии, а в 1996 г. Европейская комиссия по правам человека отклонила жалобу на новый итальянский закон о парламентских выборах, согласно которому для участия в пропорциональном распределении мандатов требовалось преодолеть четырёхпроцентный барьер на уровне всей страны.
В 2001 г. ЕСПЧ признал неприемлемой жалобу на условия Устава об автономии Канарских островов, вводившие барьер на уровне 6 % голосов по всей автономии или 30 % голосов в одном из округов; аналогичную жалобу в 1999 г. отклонил Конституционный суд Испании.
Установленный в Латвии для парламентских выборов пятипроцентный барьер был признан правомерным решением Конституционного суда в 2002 г., а также отвечающим Европейской конвенции о правах человека решением ЕСПЧ в 2007 г.
Установленный в Турции десятипроцентный барьер подвергался критике ПАСЕ, но в 2007 г. Европейский суд по правам человека 5 голосами против 2 в деле Yumak and Sadak v. Turkey, № 10226/03 не усмотрел в высоте барьера нарушения ЕКПЧ. Дело было передано в Большую Палату суда, которая в 2008 г. пришла к аналогичному выводу 13 голосами против 4.
Российский пятипроцентный барьер на выборах Госдумы был признан правомерным Конституционным судом в 1998 г., учитывая то, что его применение может быть ограничено.
В Германии конституционный суд в 2011 году признал недействительным пятипроцентный барьер для выборов в Европарламент; вместо него был введён трёхпроцентный барьер, но и его суд отменил, в 2014 году.
В 2007 году ПАСЕ рекомендовала устанавливать процентный барьер для парламентских выборов на уровне не выше 3 %.

## Тенденции
В Израиле сегодня (август 2019) для выборов в Кнессет электоральный барьер составляет 3,25 %. Перед 1992 г. он составлял 1 %[уточнить], между 1992 и 2003 — 1,5 %. 17 мая 2014 он был поднят до 2%, а начиная с марта 2014 г., он был в очередной раз поднят до 3,25 %, но позже тенденция сменилась на противоположную; впрочем, попытка снизить его до 1,5% в декабре 2020 не удалась.
В Латвии с 1995 г. повышен на выборах сейма с 4 до 5 % (сохранён в 2002 г. Конституционным судом). В 2002 г. жертвой этого повышения пала партия «Латвийский путь», в преддверии выборов 1995 г. возглавлявшая правительство и добившаяся тогда повышением барьера непопадания в Сейм социал-демократов. C 2005 г. такой же барьер введён Сеймом на выборах Рижской думы, от чего пострадала голосовавшая за его введение Партия народного согласия. С 2009 г. такой же барьер введён на всех муниципальных выборах.
На Украине с 2006 г. барьер на выборах в Верховную Раду снижен с 4 до 3 %. Однако начиная с выборов 2012 года барьер был поднят до 5%.
В России с 2007 года барьер на выборах Государственной думы повышен с 5 до 7 %, на выборах 2011 года предусмотрено предоставление также 1-2 мандатов партиям, набравшим от 5 до 7 % голосов. На выборах 2016 года барьер вновь составил 5 %.

## Значимый эффект
На выборах Госдумы в 1995 г. и на турецких парламентских выборах 2002 г. в парламент по партийным спискам не прошли партии, в сумме набравшие более 45 % голосов избирателей.
В 2022 г. в Израиле процентные барьеры не преодолели несколько довольно крупных партий левой коалиции, что привело к формированию непопулярного правого правительства вместо популярного левого.
Риск того, что наиболее близкая избирателю партия не преодолеет процентного барьера, способствует голосованию за более крупные партии.

## Дифференциация
Процентный барьер может быть различным для отдельных партий и их блоков (Армения, Италия, Литва, Венгрия, Польша). Возможно освобождение от процентного барьера для партий национальных меньшинств (Германия). В некоторых случаях (Россия в 2010-2012 годах) существует т.н. «утешительный проходной барьер», когда партия, получив определённый процент голосов избирателей ниже установленного проходного барьера, имеет право на получение 1 или 2 мест в парламенте, но без создания своей фракции.